# Abergavenny
Abergavenny est une ville située au sud-est du pays de Galles, en Grande-Bretagne, à 32 km de la frontière anglaise, dans le comté du Monmouthshire. Elle se niche dans la vallée du fleuve Usk entourée de trois côtés par les collines qui forment l'extrémité méridionale des montagnes noires.
La ville est imprégnée d'histoire et bénéficie d'une position tout à fait enviable de par sa proximité avec le centre et l'ouest industriels de l'Angleterre, tout en étant inondée de beauté grâce au parc national des Brecon Beacons. La communauté trouve son équilibre entre fierté nationale et une chaleureuse hospitalité.
Pour preuve, ses liens très serrés avec les villes jumelles de Beaupréau en France, Östringen en Allemagne et Sarno en Italie. Abergavenny est une ville marchande pleine de vie, active dans le secteur agricole comme industriel et qui répond tout autant aux besoins des touristes dont le nombre ne fait que croître chaque année grâce notamment à ses centres de parapente.

## Histoire
La domination du sud du pays de Galles et plus particulièrement de cette région  remonte aux périodes néolithiques où  une colline contribua à établir un emplacement facilement défendable pour les premiers colons, il y a environ 6 000 ans. L'évidence de la place stratégique développa de nombreux métiers (se trouvant sur l'affichage au musée d'Abergavenny).

### Période romaine
Les Romains ont occupé un fort de bois vers les années 50 à 150 apr. J.-C. Le fort, alors connu sous le nom de Gobannium détermine  l’endroit des ironsmiths[Quoi ?], qui étaient à mi-chemin des forteresses romaines. Seule la position de la porte du nord, une partie du fossé du nord et une longueur de son rempart méridional sont connues.

### Période normande
En 1087, les Normands ont commencé leur conquête de ce secteur et ont choisi le même emplacement pour la construction du château à l’intérieur duquel ils pouvaient commander toute la région, protéger leurs lignes de communication et puiser l'eau  nécessaire dans la vallée d'Usk.
Le château en bois, construit par Hamelin de Ballon sur une colline garnie de palissades en haut et en bas de celle-ci, était entouré par un fossé encore apparent dans le jardin du château au-dessous du musée. À partir de 1190, les Normands ont reconstruit le château en pierre.
Six familles normandes ont tenu le château et la seigneurie d'Abergavenny : les Ballon, Briouze, Cantelou, Hastings, Beauchamp et Neville.
La ville a souffert des ravages de la peste appelée mort noire vers 1340, et a aussi été dévastée par l’invasion d'Owain Glyndwr's en 1404.
Abergavenny, aux XVIe et XVIIe siècles, s'est développée en industries locales telles que le bronze et le tissage de flanelle baptisée du nom de la ville. Mais la rue nommée de flanelle est relativement nouvelle. Au XIXe siècle elle s'est appelée Butchers Row.

## La ville
La ville a grandi à côté du château, se prolongeant le long de la rue de château jusqu'au milieu du parking actuel. Un repli dans le mur faisant face au fleuve, marque l'extrémité occidentale de la banque et du fossé, mur qui a probablement défendu la ville de ce côté. La plupart des villes galloises - indépendamment des banlieues noires (ouvriers travaillant au charbon de bois) postérieures aux houillères et au charbon - ont commencé en tant que villes normandes.
Ces villes médiévales étaient composées de fortes populations étrangères. vers l'an 1300, seulement sept pour cent de résidents étaient Gallois. En l'an 1241 la ville était prolongée et protégée par des murs épais et solides. Un mur défensif renforcé d'un fossé a été construit au nord, côté probablement, le plus populaire.
Les rues étaient régulières (l'extrémité occidentale de la rue Flannel Street a depuis disparu sous la poste actuelle) et géométriques. Chaque bloc dans ce maillage de rues contenait des parcelles de terrain qui étaient louées aux citoyens, aux commerçants et aux négociants de la ville.

## Le marché
L’ancien marché s’est déroulé près de la rue de Nevill, car le bétail était apporté là, venant des prés et des pâturages voisins de Grofield, en passant par la porte nord (pendant les attaques galloises sur la ville).
D'autres indications prouvent que le marché était situé à cet emplacement :
- La rue de Nevill s'est appelée Rother Street (Rother signifie le bétail à cornes), existe aussi une rue des poulets et une rue des bouchers.
- Un secteur pavé a été découvert dans cet espace, et trois des cinq auberges dans le secteur se sont appelées l'auberge des vaches, l'auberge du Taureau et l'auberge de la pie.
- Les marchés se sont souvent déroulés dans et autour des églises.

## Station thermale
Vers le milieu du XVIIIe siècle, Abergavenny a eu un bref charme de prospérité en tant que « station thermale ». En effet, le lait de chèvre local était considéré comme bon traitement pour la santé des hommes, et leurs poils transformés en perruques blanches particulièrement fines donc recherchées.
La ville a continué à se développer et augmenter sa population au XIXe siècle avec le chemin de fer et les industries houillères.

## Industrie du bronze
L'emplacement de cette industrie se trouve maintenant à l'emplacement de la maison  de retraite pour personnes âgées.
Les puits et les ateliers étaient étendus en direction du garage Renault.

## Industrie du cuir
L'industrie du cuir, produisant la botte, la chaussure, la sellerie et les gants, était une des industries les plus importantes de la ville. Plus de 150 personnes ont été employées à la fabrication des gants et des chaussures, mais la venue des chemins de fer en 1855 apporta la concurrence, et celles-ci cessèrent de travailler entre 1884 et 1889.

## Dans la culture populaire
Abergavenny est cité dans le troisième tome de Harry Potter, Harry Potter et le prisonnier d'Azkaban. La ville est l'une des destinations du Magicobus où Stan Rocade et Ernie Danlmur doivent déposer Mrs Dumarais.